# Tunnbandad fransgaffelslända
Tunnbandad fransgaffelslända (Elipsocus abdominalis) är en insektsart som beskrevs av Reuter 1904. Tunnbandad fransgaffelslända ingår i släktet Elipsocus och familjen fransgaffelstövsländor. Arten är reproducerande i Sverige. Inga underarter finns listade i Catalogue of Life.